# Antonio Vojak
Antonio Vojak (Pola, 19 novembre 1904 – Varese, 9 maggio 1975) è stato un calciatore e allenatore di calcio italiano, di ruolo centrocampista o attaccante.
A causa delle leggi antislave imposte dal regime fascista fu costretto a cambiare legalmente il suo cognome in Vogliacco, registrando il nuovo nome di famiglia presso lo Stato Civile di Torino; in alcuni casi veniva scritto anche Vojach. Per distinguerlo dal fratello minore Oliviero, con cui giocò per poco tempo, era conosciuto come Vojak I.
Ha collezionato 208 presenze e 106 gol in Serie A.

## Carriera

### Giocatore

#### Club
Antonio Vojak, detto "Tonci", noto anche come Anton, nacque a Pola, ai tempi appartenente all'Impero austro-ungarico, in una famiglia di etnia croata. Iniziò la carriera calcistica dopo il passaggio della sua città natale all'Italia, tra le file della squadra della sua città natale, il Grion Pola. Con gli istriani rivestì anche il ruolo di portiere il 1º aprile 1923, nella sconfitta casalinga per 0-1 contro il Dolo.

Vojak in azione al Napoli, con in testa l'inseparabile basco.

Nella stagione 1924-25 vestì la maglia della Lazio, ma il legame con la squadra biancoceleste durò solo quell'anno. Il suo talento fu però notato dalla Juventus, che lo ingaggia dalla stagione successiva. Vojak rimase in bianconero per 4 stagioni, disputando 105 partite (102 in campionato, 1 in Coppa Italia e 2 in Coppa Europa) segnando 47 reti (46 in campionato e 1 in Coppa Italia) e vincendo lo scudetto del 1925-26.
Nel primo campionato di Serie A lascia Torino per aprire un nuovo ciclo della carriera arrivando a Napoli chiamato dal celebre mister William Garbutt. Con i partenopei rimane fino al 1935, portando il Napoli nelle zone alte della classifica e diventando anche uno dei primi grandi idoli del pubblico partenopeo. Con 102 gol realizzati nell'arco di sei stagioni diventa il massimo cannoniere della storia del Napoli in Serie A (record poi infranto da Dries Mertens il 21 novembre 2021), nonché per 78 anni detentore del record di reti realizzate in un singolo torneo (22, nel campionato 1932-1933), superato da Edinson Cavani nella stagione 2010-2011.
Nella stagione 1935-36 sceglie di passare nelle file del neopromosso Genova 1893 (che è subito risalito in A dopo la prima retrocessione della sua storia) ma la sua carriera è in fase calante, coi rossoblù rimane solo quell'anno giocando 17 partite e segnando 4 reti. La stagione successiva passa in un'altra neopromossa, la Lucchese, ma gioca solo una partita di campionato.
Nel 1940 chiude con il calcio giocato dopo due stagioni in Serie C, nelle file dell'Italo Gambacciani Empoli (dove assume anche il ruolo di allenatore) e una allo Stabia.

#### Nazionale
Vojak viene convocato una sola volta nella Nazionale di calcio italiana maggiore, giocando come centrocampista il 14 febbraio 1932 a Napoli nella partita Italia-Svizzera, vinta 3-0 dagli azzurri. Gioca anche in Nazionale B, nella prima partita della rappresentativa, terminata con la vittoria ad Esch-sur-Alzette del 17 aprile 1927 degli azzurri sulla Nazionale del Lussemburgo per 5-1; in totale con questa nazionale disputò sei partite, due come giocatore della Juventus e quattro come giocatore del Napoli, segnando tre reti.

### Allenatore
Terminata la carriera da calciatore, Vojak intraprende quella di allenatore (ad Empoli fa contemporaneamente le due cose). È ricordato per aver seduto sulla panchina del Napoli dal 1940 al 1943, quando, in piena stagione 1942-1943, fu sostituito dall'ex compagno di squadra nel Napoli Paulo Innocenti. Le altre "panchine" della sua vita sono con l'Internaples, Juve Stabia, Barcellona Pozzo di Gotto, Avellino, Carrarese, EPA Larnaca (Cipro), Luino, Solbiatese, Gallaratese e Feltrese.

## Statistiche

### Presenze e reti nei club
| Stagione                 | Squadra                  | Campionato               | Campionato | Campionato |
| Stagione                 | Squadra                  | Comp                     | Pres       | Reti       |
| ------------------------ | ------------------------ | ------------------------ | ---------- | ---------- |
| 1924-1925                | Lazio                    | PD                       | 10         | 7          |
| 1925-1926                | Juventus                 | PD                       | 17         | 5          |
| 1926-1927                | Juventus                 | DN                       | 26         | 16         |
| 1927-1928                | Juventus                 | DN                       | 32         | 8          |
| 1928-1929                | Juventus                 | DN                       | 27         | 17         |
| Totale Juventus          | Totale Juventus          | Totale Juventus          | 102        | 46         |
| 1929-1930                | Napoli                   | A                        | 31         | 20         |
| 1930-1931                | Napoli                   | A                        | 33         | 20         |
| 1931-1932                | Napoli                   | A                        | 34         | 9          |
| 1932-1933                | Napoli                   | A                        | 34         | 22         |
| 1933-1934                | Napoli                   | A                        | 33         | 21         |
| 1934-1935                | Napoli                   | A                        | 25         | 10         |
| Totale Napoli            | Totale Napoli            | Totale Napoli            | 190        | 102        |
| 1935-1936                | Genova 1893              | A                        | 17         | 4          |
| 1936-1937                | Lucchese                 | A                        | 1          | 0          |
| 1937-1938                | Italo Gambacciani        | C                        | 17         | 6          |
| 1938-1939                | Italo Gambacciani        | C                        | 20         | 5          |
| Totale Italo Gambacciani | Totale Italo Gambacciani | Totale Italo Gambacciani | 37         | 11         |
| Totale carriera          | Totale carriera          | Totale carriera          | 357        | 170        |

### Cronologia presenze e reti in nazionale
| Cronologia completa delle presenze e delle reti in nazionale ― Italia | Cronologia completa delle presenze e delle reti in nazionale ― Italia | Cronologia completa delle presenze e delle reti in nazionale ― Italia | Cronologia completa delle presenze e delle reti in nazionale ― Italia | Cronologia completa delle presenze e delle reti in nazionale ― Italia | Cronologia completa delle presenze e delle reti in nazionale ― Italia | Cronologia completa delle presenze e delle reti in nazionale ― Italia | Cronologia completa delle presenze e delle reti in nazionale ― Italia |
| Data                                                                  | Città                                                                 | In casa                                                               | Risultato                                                             | Ospiti                                                                | Competizione                                                          | Reti                                                                  | Note                                                                  |
| --------------------------------------------------------------------- | --------------------------------------------------------------------- | --------------------------------------------------------------------- | --------------------------------------------------------------------- | --------------------------------------------------------------------- | --------------------------------------------------------------------- | --------------------------------------------------------------------- | --------------------------------------------------------------------- |
| 14-2-1932                                                             | Napoli                                                                | Italia                                                                | 3 – 0                                                                 | Svizzera                                                              | Coppa Internazionale 1931-1932                                        | -                                                                     |                                                                       |
| Totale                                                                |                                                                       | Presenze                                                              | 1                                                                     |                                                                       | Reti                                                                  | 0                                                                     |                                                                       |

## Palmarès

### Giocatore
- Campionato italiano: 1

Juventus: 1925-1926